# Phường 7, Tân Bình
Phường 7 là một phường thuộc quận Tân Bình, Thành phố Hồ Chí Minh, Việt Nam.
Phường 7 có diện tích 0,48 km², dân số năm 2021 là 15.767 người,  mật độ dân số đạt 32.847 người/km².